# Ramparo
Il ramparo, nell'architettura militare, è un terrapieno incamiciato che forma il recinto di una fortezza.
Veniva eretto dietro al fossato, coronato in sommità dal parapetto, ma ricopre anche gli edifici interni al forte, per proteggerli dall'artiglieria nemica, e poteva anche ricevere i pezzi di artiglieria in barbetta. Per la sua messa in opera veniva solitamente utilizzata la terra proveniente dallo scavo del fossato.
Nella scuola fortificatoria francese potevano esistere due diversi rampari di combattimento (cioè con artiglieria) costruiti a diversa quota. Sotto i rampari, verso il piazzale del forte, venivano ricavati riservette, ridotti e locali logistici.